# 동도서기
동도서기(東道西器, 영어: Tongdo Sŏgi, Eastern Ways and Western Machines)는 동양의 도덕, 윤리, 지배질서를 그대로 유지한 채 서양의 발달한 기술, 기계를 받아들여 부국강병을 이룩한다는 사상이다.
온건개화파가 주장했던 사상으로 급진개화파와는 대립되는 사상이었다. 급진개화파는 동양의 도덕, 윤리, 지배질서까지 바뀌어야 한다는 변법자강과 같은 사상을 주장하였다.

## 같이 보기
- 화혼양재
- 양무운동
- 변법자강